# Femmina Bella
(L'amore che io sento)
Femmina Bella è un album del 2012 di Marcella Bella.

## Il disco
L'album, prodotto da Cristiano Malgioglio, rappresenta per l'artista catanese il ritorno alla musica dopo cinque anni di silenzio discografico.
Il primo singolo estratto, Malecon, dal nome del lungomare de l'Havana, vede Marcella collaborare con Luis Frank, componente del gruppo cubano Buena Vista Social Club, che cura gli arrangiamenti e partecipa al cantato. Il disco è stato registrato a Cuba durante l'estate 2011 ed è interamente dedicato alla musica e alle atmosfere dell'isola. I brani che lo compongono nascono dalla collaborazione di autori come Gian Pietro Felisatti, Corrado Castellari, Cristiano Malgioglio, Maurizio Costanzo e Antonio Summa.
Presenti anche due cover: Veinte Anos di Omara Portuondo, vero e proprio classico della tradizione musicale cubana e Per sempre già incisa da Adriano Celentano e che Marcella dedica con grande partecipazione emotiva al fratello Gianni che ne è l'autore insieme a Stefano Pieroni.
Il brano L'amore che io sento era, nelle intenzioni della cantante, destinato al Festival di Sanremo 2012, ma gli organizzatori del Festival hanno fatto scelte diverse.
È il primo album dove non compare tra gli autori (escludendo la cover di Per sempre) il fratello di Marcella Gianni, a causa dei seri problemi di salute che l'hanno colpito nel 2010.
L'ironico brano Femmina bella è diventato un tormentone del programma Deejay chiama Italia nella primavera/estate del 2013, e nella versione remix nel 2014 nel programma Chiambretti Supermarket.

## Tracce
1. Un beso – 3:30 (testo: Cristiano Malgioglio – musica: Gian Pietro Felisatti)
2. Femmina bella – 2:40 (testo: Cristiano Malgioglio, Angelo Perrone – musica: Corrado Castellari)
3. Esta noche ya ya ya ya – 3:18 (testo: Cristiano Malgioglio – musica: Antonio Summa)
4. Veinte años – 3:34 (Maria Teresa Vera)
5. Da quando mi hai lasciata – 3:39 (testo: Maurizio Costanzo – musica: Corrado Castellari, Cristiano Malgioglio)
6. Enamorada Desesperada – 3:38 (testo: Cristiano Malgioglio – musica: Antonio Summa)
7. L'amore che io sento – 3:23 (testo: Cristiano Malgioglio – musica: Antonio Summa)
8. Malecon – 4:01 (testo: Cristiano Malgioglio – musica: Antonio Summa)
9. Per sempre – 5:04 (testo: Stefano Pieroni – musica: Gianni Bella)

## Formazione
- Marcella Bella – voce
- Pablito Cano – batteria
- Alex Battini Da Barreiro – percussioni
- Maurizio Giannotti – chitarra
- Antonio Summa – chitarra, cori
- Morsen Lopez – pianoforte
- Lorenzo Summa – cori